# Radeon HD 5000
A série Evergreen é uma família de GPUs desenvolvida pela Advanced Micro Devices para sua linha Radeon sob a marca ATI. Ela foi empregada na série de placas de vídeo Radeon HD 5000 e competiu diretamente com a GeForce 400 Series da Nvidia.

## Lançamento
A existência foi identificada em um slide de apresentação da AMD Technology Analyst Day, julho de 2007, como "R8xx". A AMD realizou um evento para a imprensa no USS Hornet Museum em 10 de setembro de 2009 e anunciou a tecnologia de vários monitores ATI Eyefinity e as especificações das variantes da série Radeon HD 5800. As primeiras variantes da série Radeon HD 5800 foram lançadas em 23 de setembro de 2009, com a série HD 5700 lançada em 12 de outubro e a HD 5970 lançada em 18 de novembro e as séries 5400 foram lançadas em fevereiro de 2010, completando o que parecia ser a maior parte da linha Evergreen GPU da AMD.
A demanda superou tanto a oferta que, mais de dois meses após o lançamento, muitos varejistas on-line ainda estavam tendo problemas para manter as séries 5800 e 5900 em estoque.

## Arquitetura
Este artigo e sobre todos os produtos da marca Radeon HD 5000 Series. O TeraScale 2 foi introduzido com isso.
- Os produtos Radeon HD 5830 e superiores têm a capacidade de calcular o formato de ponto flutuante de precisão dupla.
- Os produtos Radeon HD 5770 e abaixo têm a capacidade de calcular apenas o formato de ponto flutuante de precisão única.
- A conformidade com OpenGL 4.x requer suporte a sombreadores FP64. Eles são implementados por emulação em algumas GPUs TeraScale (microarquitetura).

### Suporte a vários monitores
Os controladores de exibição on-die com a nova marca ATI Eyefinity foram introduzidos com a série Radeon HD 5000. Todos os produtos da série HD 5000 possuem recursos Eyefinity com suporte para três saídas. A Radeon HD 5870 Eyefinity Edition, no entanto, suporta seis saídas mini DisplayPort, todas as quais podem estar ativas simultaneamente.
O pipeline de exibição suporta gama xvYCC e saída de 12 bits por componente via [[High-Definition Multimedia Interface|HDMI]. Saída HDMI 1.3a. As GPUs Radeon R700 da geração anterior na série Radeon HD 4000 suportam apenas áudio até LPCM 7.1 e nenhum suporte de saída de bitstream para formatos de áudio Dolby TrueHD e DTS-HD Master Audio para decodificadores externos. Esse recurso agora é compatível com as GPUs da família Evergreen. Nas GPUs da família Evergreen, as saídas DisplayPort integradas são capazes de 10 bits por saída de componente, e a saída HDMI é capaz de 12 bits por saída de componente.
|         | DVI-I/VGA | DVI-I/VGA | HDMI    | DisplayPort |
| ------- | --------- | --------- | ------- | ----------- |
| Opção 1 | ativo     | ativo     | inativo | ativo       |
| Opção 2 | ativo     | inativo   | ativo   | ativo       |

### Aceleração de vídeo
O Decodificador de vídeo unificado (UVD2.2) está presente nas matrizes de todos os produtos e é compatível com AMD Catalyst 9.11 e posterior por meio de DXVA 2.0 no Microsoft Windows e VDPAU no Linux e FreeBSD. O driver de dispositivo gráfico gratuito e de código aberto #ATI/AMD também oferece suporte a UVD.

### OpenCL (API)
O OpenCL acelera muitos pacotes de software científico até um fator de 10 ou 100 e mais, em comparação com as CPUs contemporâneas. OpenCL 1.0 a 1.2 são suportados para todos os chips TeraScale 2 e 3.

## Tabela de recursos Radeon
A tabela a seguir mostra os recursos das GPUs da AMD / ATI (consulte também: Lista de unidades de processamento gráfico da AMD).
| Lançamento                   | 1986                        | 1991                       | Abril 1996                 | Março 1997                 | Agosto 1998                | Abril 2000                 | Agosto 2001                              | Setembro 2002                            | Maio 2004                                | Outubro 2005                             | Maio 2007                        | Novembro 2007                    | Junho 2008                       | Setembro 2009                                           | Outubro 2010                                                              | Janeiro 2012                                            | Setembro 2013 | Junho 2015 | Junho 2016, Abril 2017, Agosto 2019                                                                                  | Junho 2017, Fevereiro 2019                                                                                           | Julho 2019                                                                                          | Novembro 2020                                                                                       | Dezembro 2022                      |       |       |       |
| Nome de marketing            | Wonder                      | Mach                       | 3D Rage                    | Rage Pro                   | Rage 128                   | Radeon 7000                | Radeon 8000                              | Radeon 9000                              | Radeon X700/X800                         | Radeon X1000                             | Radeon HD 2000                   | Radeon HD 3000                   | Radeon HD 4000                   | Radeon HD 5000                                          | Radeon HD 6000                                                            | Radeon HD 7000                                          | Radeon 200 | Radeon 300 | Radeon 400/500/600                                                                                                   | Radeon RX Vega, Radeon VII                                                                                           | Radeon RX 5000                                                                                      | Radeon RX 6000                                                                                      | Radeon RX 7000                     |       |       |       |
| Suporte AMD                  | Terminou                    | Terminou                   | Terminou                   | Terminou                   | Terminou                   | Terminou                   | Terminou                                 | Terminou                                 | Terminou                                 | Terminou                                 | Terminou                         | Terminou                         | Terminou                         | Terminou                                                | Terminou                                                                  | Terminou                                                | Terminou | Terminou | Atual | Atual | Atual                                                                                               | Atual                                                                                               | Atual                              | Atual | Atual | Atual |
| Tipo                         | 2D                          | 2D                         | 3D                         | 3D                         | 3D                         | 3D                         | 3D                                       | 3D                                       | 3D                                       | 3D                                       | 3D                               | 3D                               | 3D                               | 3D                                                      | 3D                                                                        | 3D                                                      | 3D | 3D | 3D | 3D | 3D                                                                                                  | 3D                                                                                                  | 3D                                 |       |       |       |
| Conjunto de instruções       | Não conhecido publicamente  | Não conhecido publicamente | Não conhecido publicamente | Não conhecido publicamente | Não conhecido publicamente | Não conhecido publicamente | Não conhecido publicamente               | Não conhecido publicamente               | Não conhecido publicamente               | Não conhecido publicamente               | Conjunto de instruções TeraScale | Conjunto de instruções TeraScale | Conjunto de instruções TeraScale | Conjunto de instruções TeraScale                        | Conjunto de instruções TeraScale                                          | Conjunto de instruções GCN                              | Conjunto de instruções GCN                                                                                           | Conjunto de instruções GCN                                                                                           | Conjunto de instruções GCN                                                                                           | Conjunto de instruções GCN                                                                                           | Conjunto de instruções RDNA                                                                         | Conjunto de instruções RDNA                                                                         | Conjunto de instruções RDNA        |       |       |       |
| Microarquitetura             | Não conhecido publicamente  | Não conhecido publicamente | Não conhecido publicamente | Não conhecido publicamente | Não conhecido publicamente | Não conhecido publicamente | Não conhecido publicamente               | Não conhecido publicamente               | Não conhecido publicamente               | Não conhecido publicamente               | TeraScale 1 (VLIW)               | TeraScale 1 (VLIW)               | TeraScale 1 (VLIW)               | TeraScale 2 (VLIW5)                                     | \| TeraScale 2 (VLIW5) até 68xx \| TeraScale 3 (VLIW4) em 69xx [9][10] \| | GCN 1st gen                                             | GCN 2nd gen | GCN 3rd gen | GCN 4th gen | GCN 5th gen | RDNA                                                                                                | RDNA 2                                                                                              | RDNA 3                             |       |       |       |
| Tipo                         | Pipieline fixo              | Pipieline fixo             | Pipieline fixo             | Pipieline fixo             | Pipieline fixo             | Pipieline fixo             | Pipelies de pixel e vértice programáveis | Pipelies de pixel e vértice programáveis | Pipelies de pixel e vértice programáveis | Pipelies de pixel e vértice programáveis | Modelo de shader unificado       | Modelo de shader unificado       | Modelo de shader unificado       | Modelo de shader unificado                              | Modelo de shader unificado                                                | Modelo de shader unificado                              | Modelo de shader unificado                                                                                           | Modelo de shader unificado                                                                                           | Modelo de shader unificado                                                                                           | Modelo de shader unificado                                                                                           | Modelo de shader unificado                                                                          | Modelo de shader unificado                                                                          | Modelo de shader unificado         |       |       |       |
| Direct3D                     | —                           | —                          | 5.0                        | 6.0                        | 6.0                        | 7.0                        | 8.1                                      | 9.0 11 (9_2)                             | 9.0b 11 (9_2)                            | 9.0c 11 (9_3)                            | 10.0 11 (10_0)                   | 10.1 11 (10_1)                   | 10.1 11 (10_1)                   | 11 (11_0)                                               | 11 (11_0)                                                                 | 11 (11_1) 12 (11_1)                                     | 11 (12_0) 12 (12_0)                                                                                                  | 11 (12_0) 12 (12_0)                                                                                                  | 11 (12_0) 12 (12_0)                                                                                                  | 11 (12_1) 12 (12_1)                                                                                                  | 11 (12_1) 12 (12_1)                                                                                 | 11 (12_1) 12 (12_2)                                                                                 | 11 (12_1) 12 (12_2)                |       |       |       |
| Modelo de shader             | —                           | —                          | —                          | —                          | —                          | —                          | 1.4                                      | 2.0+                                     | 2.0b                                     | 3.0                                      | 4.0                              | 4.1                              | 4.1                              | 5.0                                                     | 5.0                                                                       | 5.1                                                     | 5.1 6.5 | 5.1 6.5 | 5.1 6.5 | 6.7 | 6.7                                                                                                 | 6.7                                                                                                 | 6.7                                |       |       |       |
| OpenGL                       | —                           | —                          | —                          | 1.1                        | 1.2                        | 1.3                        | 1.3                                      | 2.1                                      | 2.1                                      | 2.1                                      | 3.3                              | 3.3                              | 3.3                              | 4.5 (no Linux: 4.5 (Mesa 3D 21.0))                      | 4.5 (no Linux: 4.5 (Mesa 3D 21.0))                                        | 4.6 (no Linux: 4.6 (Mesa 3D 20.0))                      | 4.6 (no Linux: 4.6 (Mesa 3D 20.0))                                                                                   | 4.6 (no Linux: 4.6 (Mesa 3D 20.0))                                                                                   | 4.6 (no Linux: 4.6 (Mesa 3D 20.0))                                                                                   | 4.6 (no Linux: 4.6 (Mesa 3D 20.0))                                                                                   | 4.6 (no Linux: 4.6 (Mesa 3D 20.0))                                                                  | 4.6 (no Linux: 4.6 (Mesa 3D 20.0))                                                                  | 4.6 (no Linux: 4.6 (Mesa 3D 20.0)) |       |       |       |
| Vulkan                       | —                           | —                          | —                          | —                          | —                          | —                          | —                                        | —                                        | —                                        | —                                        | —                                | —                                | —                                | —                                                       | —                                                                         | 1.0 (Win 7+ ou Mesa 17+)                                | 1.2 (Adrenalin 20.1.2, Linux Mesa 3D 20.0) 1.3 (GCN 4 e superior (com Adrenalin 22.1.2, Mesa 22.0))                  | 1.2 (Adrenalin 20.1.2, Linux Mesa 3D 20.0) 1.3 (GCN 4 e superior (com Adrenalin 22.1.2, Mesa 22.0))                  | 1.2 (Adrenalin 20.1.2, Linux Mesa 3D 20.0) 1.3 (GCN 4 e superior (com Adrenalin 22.1.2, Mesa 22.0))                  | 1.2 (Adrenalin 20.1.2, Linux Mesa 3D 20.0) 1.3 (GCN 4 e superior (com Adrenalin 22.1.2, Mesa 22.0))                  | 1.2 (Adrenalin 20.1.2, Linux Mesa 3D 20.0) 1.3 (GCN 4 e superior (com Adrenalin 22.1.2, Mesa 22.0)) | 1.2 (Adrenalin 20.1.2, Linux Mesa 3D 20.0) 1.3 (GCN 4 e superior (com Adrenalin 22.1.2, Mesa 22.0)) | 1.3                                |       |       |       |
| OpenCL                       | —                           | —                          | —                          | —                          | —                          | —                          | —                                        | —                                        | —                                        | —                                        | Close to Metal                   | Close to Metal                   | 1.1 (sem suporte Mesa 3D)        | 1.2 (no Linux: 1.1 (sem suporte de imagem) com Mesa 3D) | 1.2 (no Linux: 1.1 (sem suporte de imagem) com Mesa 3D)                   | 1.2 (no Linux: 1.1 (sem suporte de imagem) com Mesa 3D) | 2.0 (Adrenalin driver no Win7+) (no Linux: 1.1 (sem suporte de imagem) com Mesa 3D, 2.0 com drivers AMD ou AMD ROCm) | 2.0 (Adrenalin driver no Win7+) (no Linux: 1.1 (sem suporte de imagem) com Mesa 3D, 2.0 com drivers AMD ou AMD ROCm) | 2.0 (Adrenalin driver no Win7+) (no Linux: 1.1 (sem suporte de imagem) com Mesa 3D, 2.0 com drivers AMD ou AMD ROCm) | 2.0 (Adrenalin driver no Win7+) (no Linux: 1.1 (sem suporte de imagem) com Mesa 3D, 2.0 com drivers AMD ou AMD ROCm) | 2.0                                                                                                 | 2.1                                                                                                 | ?                                  |       |       |       |
| HSA / ROCm                   | —                           | —                          | —                          | —                          | —                          | —                          | —                                        | —                                        | —                                        | —                                        | —                                | —                                | —                                | —                                                       | —                                                                         | Yes                                                     | Yes | Yes | Yes | Yes | ?                                                                                                   | ?                                                                                                   | ?                                  |       |       |       |
| Decodificação de vídeo ASIC  | —                           | —                          | —                          | —                          | —                          | —                          | —                                        | —                                        | —                                        | —                                        | Avivo/UVD                        | UVD+                             | UVD 2                            | UVD 2.2                                                 | UVD 3                                                                     | UVD 4                                                   | UVD 4.2 | UVD 5.0 ou 6.0 | UVD 6.3 | UVD 7 | VCN 2.0                                                                                             | VCN 3.0                                                                                             | ?                                  |       |       |       |
| Codificação de vídeo ASIC    | —                           | —                          | —                          | —                          | —                          | —                          | —                                        | —                                        | —                                        | —                                        | —                                | —                                | —                                | —                                                       | —                                                                         | VCE 1.0                                                 | VCE 2.0 | VCE 3.0 or 3.1 | VCE 3.4 | VCE 4.0 | VCN 2.0                                                                                             | VCN 3.0                                                                                             | ?                                  |       |       |       |
| Fluid Motion ASIC            | Não                         | Não                        | Não                        | Não                        | Não                        | Não                        | Não                                      | Não                                      | Não                                      | Não                                      | Não                              | Não                              | Não                              | Não                                                     | Não                                                                       | Não                                                     | Yes | Yes | Yes | Yes | Não                                                                                                 | Não                                                                                                 | ?                                  |       |       |       |
| Economia de energia          | ?                           | ?                          | ?                          | ?                          | ?                          | ?                          | ?                                        | ?                                        | ?                                        | ?                                        | PowerPlay                        | PowerPlay                        | PowerPlay                        | PowerPlay                                               | PowerTune                                                                 | PowerTune & ZeroCore Power                              | PowerTune & ZeroCore Power                                                                                           | PowerTune & ZeroCore Power                                                                                           | PowerTune & ZeroCore Power                                                                                           | PowerTune & ZeroCore Power                                                                                           | ?                                                                                                   | ?                                                                                                   | ?                                  |       |       |       |
| TrueAudio                    | —                           | —                          | —                          | —                          | —                          | —                          | —                                        | —                                        | —                                        | —                                        | —                                | —                                | —                                | —                                                       | —                                                                         | —                                                       | Através de DSP dedicado                                                                                              | Através de DSP dedicado                                                                                              | Através de shaders                                                                                                   | Através de shaders                                                                                                   | Através de shaders                                                                                  | ?                                                                                                   | ?                                  |       |       |       |
| FreeSync                     | —                           | —                          | —                          | —                          | —                          | —                          | —                                        | —                                        | —                                        | —                                        | —                                | —                                | —                                | —                                                       | —                                                                         | —                                                       | 1 2 | 1 2 | 1 2 | 1 2 | 1 2                                                                                                 | 1 2                                                                                                 | ?                                  |       |       |       |
| HDCP                         | ?                           | ?                          | ?                          | ?                          | ?                          | ?                          | ?                                        | ?                                        | ?                                        | ?                                        | ?                                | ?                                | ?                                | ?                                                       | ?                                                                         | ?                                                       | 1.4 | 1.4 | 2.2 | 2.2 | 2.3                                                                                                 | 2.3                                                                                                 | 2.3                                |       |       |       |
| PlayReady                    | —                           | —                          | —                          | —                          | —                          | —                          | —                                        | —                                        | —                                        | —                                        | —                                | —                                | —                                | —                                                       | —                                                                         | —                                                       | — | — | 3.0 | Não | 3.0                                                                                                 | ?                                                                                                   | ?                                  |       |       |       |
| Exibições suportadas         |                             |                            |                            |                            |                            | 1–2                        | 2                                        | 2                                        | 2                                        | 2                                        | 2                                | 2                                | 2                                | 2–6                                                     | 2–6                                                                       | 2–6                                                     | 2–6 | 2–6 | 2–6 | 2–6 | ?                                                                                                   | ?                                                                                                   | ?                                  |       |       |       |
| Máx. resolução               | ?                           | ?                          | ?                          | ?                          | ?                          | ?                          | ?                                        | ?                                        | ?                                        | ?                                        | ?                                | ?                                | ?                                | 2–6 × 2560×1600                                         | 2–6 × 2560×1600                                                           | 2–6 × 4096×2160 @ 30 Hz                                 | 2–6 × 4096×2160 @ 30 Hz                                                                                              | 2–6 × 4096×2160 @ 30 Hz                                                                                              | 2–6 × 5120×2880 @ 60 Hz                                                                                              | 3 × 7680×4320 @ 60 Hz                                                                                                | 7680×4320 @ 60 Hz PowerColor                                                                        | 7680×4320 @ 60 Hz PowerColor                                                                        | ?                                  |       |       |       |
| /drm/radeon                  |                             |                            |                            |                            |                            | Yes                        | Yes                                      | Yes                                      | Yes                                      | Yes                                      | Yes                              | Yes                              | Yes                              | Yes                                                     | Yes                                                                       | Yes                                                     | Yes | — | — | — | —                                                                                                   | —                                                                                                   | ?                                  |       |       |       |
| /drm/amdgpu                  | —                           | —                          | —                          | —                          | —                          | —                          | —                                        | —                                        | —                                        | —                                        | —                                | —                                | —                                | —                                                       | —                                                                         | Experimental                                            | Experimental | Yes | Yes | Yes | Yes                                                                                                 | Yes                                                                                                 | ?                                  |       |       |       |
| TeraScale 2 (VLIW5) até 68xx | TeraScale 3 (VLIW4) em 69xx |                            |                            |                            |                            |                            |                                          |                                          |                                          |                                          |                                  |                                  |                                  |                                                         |                                                                           |                                                         | | | | | | |                                    |       |       |       |

1. ↑   A série Radeon 100 possui sombreadores de pixel programáveis, mas não é totalmente compatível com DirectX 8 ou Pixel Shader 1.0. Veja o artigo sobre Pixel shaders do R100.
2. ↑  Os cartões baseados em R300, R400 e R500 não são totalmente compatíveis com OpenGL 2+, pois o hardware não oferece suporte a todos os tipos de texturas não-potência de dois (NPOT).
3. ↑  A conformidade com OpenGL 4+ requer suporte a shaders FP64 e estes são emulados em alguns chips TeraScale usando hardware de 32 bits.
4. 1 2 3  O UVD e o VCE foram substituídos pelo Video Core Next (VCN) ASIC na APU Raven Ridge do Vega.
5. ↑  Processamento de vídeo ASIC para técnica de interpolação de taxa de quadros de vídeo. No Windows funciona como um filtro DirectShow no seu player. No Linux, não há suporte por parte dos drivers e/ou da comunidade.
6. 1 2  Para reproduzir conteúdo de vídeo protegido, também é necessário suporte a cartão, sistema operacional, driver e aplicativo. Um monitor HDCP compatível também é necessário para isso. O HDCP é obrigatório para a saída de certos formatos de áudio, colocando restrições adicionais na configuração de multimídia.
7. ↑  Mais monitores podem ser suportados com conexões DisplayPort nativas ou dividindo a resolução máxima entre vários monitores com conversores ativos.
8. 1 2  DRM (Direct Rendering Manager) é um componente do kernel do Linux. AMDgpu é o módulo do kernel do Linux. O suporte nesta tabela refere-se à versão mais atual.

## Produtos de desktop
| Modelo                           | Lançamento              | Codinome    | Fab (nm) | Transistores (milhões) | Tamanho da matriz (mm2) | Interface de barramento      | taxa de clock | taxa de clock | Core config  | Taxa de preenchimento | Taxa de preenchimento | Memória       | Memória                 | Memória            | Memória                     | Poder de processamento (GFLOPS) | Poder de processamento (GFLOPS) | TDP (Watts) | TDP (Watts) | Suporte CrossFire   | Suporte API (versão) | Suporte API (versão) | Suporte API (versão) | Preço de lançamento (USD) |
| Modelo                           | Lançamento              | Codinome    | Fab (nm) | Transistores (milhões) | Tamanho da matriz (mm2) | Interface de barramento      | Core (MHz)    | Memória (MHz) | Core config  | Pixel (GP/s)          | Textura (GT/s)        | Tamanho (MB)  | Largura de banda (GB/s) | tipo de barramento | Largura do barramento (Bit) | Single precision                | Double precision                | Idle        | Max.        | Suporte CrossFire   | Direct3D             | OpenGL               | OpenCL               | Preço de lançamento (USD) |
| -------------------------------- | ----------------------- | ----------- | -------- | ---------------------- | ----------------------- | ---------------------------- | ------------- | ------------- | ------------ | --------------------- | --------------------- | ------------- | ----------------------- | ------------------ | --------------------------- | ------------------------------- | ------------------------------- | ----------- | ----------- | ------------------- | -------------------- | -------------------- | -------------------- | ------------------------- |
| Radeon HD 5450                   | 4 de fevereiro de 2010  | Cedar       | 40       | 292                    | 59                      | PCIe 2.1 x16 PCI PCIe 2.1 x1 | 650           | 400 800       | 80:8:4       | 2.6                   | 5.2                   | 512 1024 2048 | 6.4 12.8                | DDR2 DDR3          | 64                          | 104                             | —                               | 6.4         | 19.1        | Não                 | 11.3 (11 0)          | 4.5                  | 1.2                  | ~50                       |
| Radeon HD 5550                   | 9 de fevereiro de 2010  | Redwood LE  | 40       | 627                    | 104                     | PCIe 2.1 x16                 | 550           | 400 800       | 320:16:8     | 4.4                   | 8.8                   | 512 1024 2048 | 12.8 25.6 51.2          | DDR2 GDDR3 GDDR5   | 128                         | 352                             | —                               | 10          | 39          | Não                 | 11.3 (11 0)          | 4.5                  | 1.2                  | ~70                       |
| Radeon HD 5570                   | 9 de fevereiro de 2010  | Redwood PRO | 40       | 627                    | 104                     | PCIe 2.1 x16                 | 650           | 400 900       | 400:20:8     | 5.2                   | 13.0                  | 512 1024 2048 | 12.8 28.8 57.6          | DDR2 GDDR3 GDDR5   | 128                         | 520                             | —                               | 10          | 39          | Não                 | 11.3 (11 0)          | 4.5                  | 1.2                  | 80                        |
| Radeon HD 5610                   | 14 de maio de 2011      | Redwood PRO | 40       | 627                    | 104                     | PCIe 2.1 x16                 | 650           | 500           | 400:20:8     | 5.2                   | 13.0                  | 1024          | 16.0                    | GDDR3              | 128                         | 520                             | —                               | ?           | 39          | Não                 | 11.3 (11 0)          | 4.5                  | 1.2                  | ?                         |
| Radeon HD 5670                   | 14 de janeiro de 2010   | Redwood XT  | 40       | 627                    | 104                     | PCIe 2.1 x16                 | 775           | 800 1000      | 400:20:8     | 6.2                   | 15.5                  | 512 1024 2048 | 25.6 64.0               | GDDR3 GDDR5        | 128                         | 620                             | —                               | 15          | 64          | CrossFire de 4 vias | 11.3 (11 0)          | 4.5                  | 1.2                  | 99                        |
| Radeon HD 5750                   | 13 de outubro de 2009   | Juniper PRO | 40       | 1040                   | 170                     | PCIe 2.1 x16                 | 700           | 1150          | 720:36:16    | 11.2                  | 25.2                  | 512 1024      | 73.6                    | GDDR5              | 128                         | 1008                            | —                               | 16          | 86          | CrossFire de 4 vias | 11.3 (11 0)          | 4.5                  | 1.2                  | 129                       |
| Radeon HD 5770                   | 13 de outubro de 2009   | Juniper XT  | 40       | 1040                   | 170                     | PCIe 2.1 x16                 | 850           | 1200          | 800:40:16    | 13.6                  | 34.0                  | 512 1024      | 76.8                    | GDDR5              | 128                         | 1360                            | —                               | 18          | 108         | CrossFire de 4 vias | 11.3 (11 0)          | 4.5                  | 1.2                  | 159                       |
| Radeon HD 5830                   | 25 de fevereiro de 2010 | Cypress LE  | 40       | 2154                   | 334                     | PCIe 2.1 x16                 | 800           | 1000          | 1120:56:16   | 12.8                  | 44.8                  | 1024          | 128.0                   | GDDR5              | 256                         | 1792                            | 358.4                           | 25          | 175         | CrossFire de 4 vias | 11.3 (11 0)          | 4.5                  | 1.2                  | 239                       |
| Radeon HD 5850                   | 30 de setembro de 2009  | Cypress PRO | 40       | 2154                   | 334                     | PCIe 2.1 x16                 | 725           | 1000          | 1440:72:32   | 23.2                  | 52.2                  | 1024 2048     | 128.0                   | GDDR5              | 256                         | 2088                            | 417.6                           | 27          | 151         | CrossFire de 4 vias | 11.3 (11 0)          | 4.5                  | 1.2                  | 259                       |
| Radeon HD 5870                   | 23 de setembro de 2009  | Cypress XT  | 40       | 2154                   | 334                     | PCIe 2.1 x16                 | 850           | 1200          | 1600:80:32   | 27.2                  | 68.0                  | 1024 2048     | 153.6                   | GDDR5              | 256                         | 2720                            | 544                             | 27          | 188 228     | CrossFire de 4 vias | 11.3 (11 0)          | 4.5                  | 1.2                  | 379                       |
| Radeon HD 5870 Eyefinity Edition | 11 de março de 2010     | Cypress XT  | 40       | 2154                   | 334                     | PCIe 2.1 x16                 | 850           | 1200          | 1600:80:32   | 27.2                  | 68.0                  | 2048          | 153.6                   | GDDR5              | 256                         | 2720                            | 544                             | 27          | 228         | CrossFire de 4 vias | 11.3 (11 0)          | 4.5                  | 1.2                  | 479                       |
| Radeon HD 5970                   | 18 de novembro de 2009  | Hemlock     | 40       | 2154×2                 | 334×2                   | PCIe 2.1 x16                 | 725           | 1000          | 1600:80:32×2 | 46.4                  | 116.0                 | 1024×2 2048×2 | 128×2                   | GDDR5              | 256×2                       | 4640                            | 928                             | 51          | 294         | CrossFire de 2 vias | 11.3 (11 0)          | 4.5                  | 1.2                  | 599                       |

1. ↑  Shaders Unificados: Unidades de Mapeamento de Textura: Unidades de Saída de Renderização
2. ↑  O TDP é um valor TDP de design de referência da AMD. Diferentes designs de placa sem referência de fornecedores podem levar a pequenas variações no TDP real.
3. ↑  Todos os chips possuem AMD Eyefinity, mas a placa Radeon HD 5870 Eyefinity Edition também possui seis saídas mini DisplayPort, todas as quais podem ser ativas simultaneamente.

### Radeon HD 5900

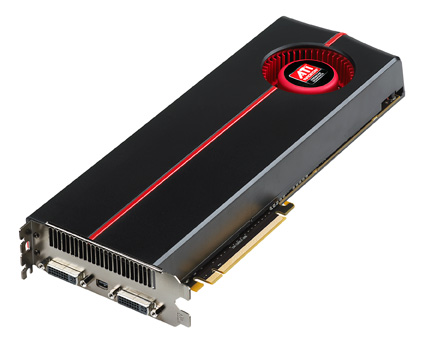
ATI Radeon HD 5970

Com o codinome Hemlock, a série Radeon HD 5900 foi anunciada em 12 de outubro de 2009, começando com a HD 5970. A série Radeon HD 5900 utiliza dois processadores gráficos Cypress e uma ponte PCI-E de terceiros. Semelhante às placas gráficas da série Radeon HD 4800 X2; no entanto, a AMD abandonou o uso do moniker X2 para variantes de GPU dupla, começando com a série Radeon HD 5900, tornando-a a única série dentro da família Evergreen GPU a ter duas GPUs em um PCB.

### Radeon HD 5800

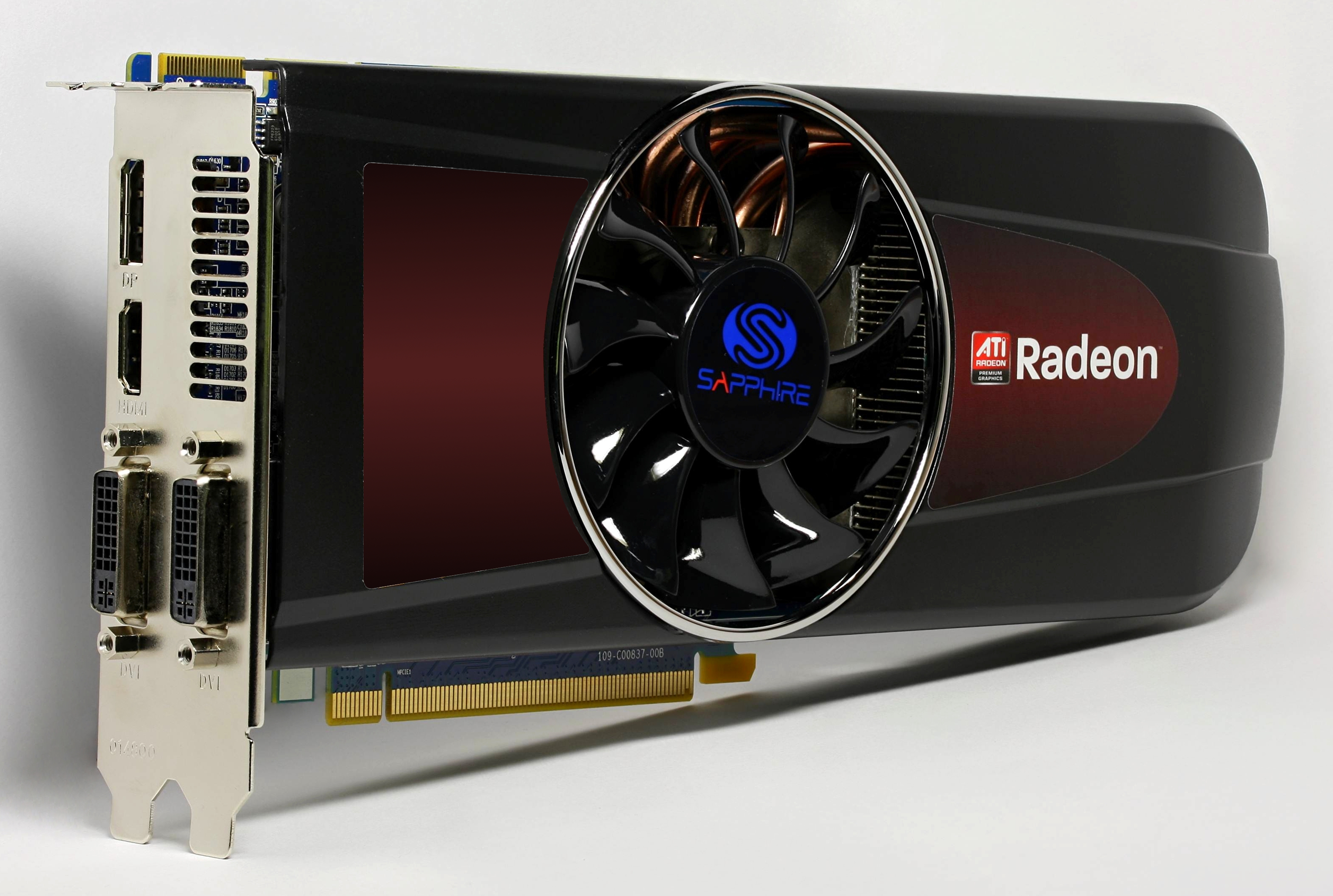
Uma Radeon HD 5870 da Sapphire Technology

Com o codinome Cypress, a série Radeon HD 5800 foi anunciada em 23 de setembro de 2009. Os produtos incluídos Radeon HD 5850 e Radeon HD 5870. O modelo de lançamento da Radeon HD 5870 pode suportar no máximo três saídas de vídeo, e uma delas deve suportar DisplayPort. Em termos de desempenho geral, a 5870 fica entre a GTX 470 e a GTX 480 da empresa rival Nvidia, sendo mais próxima da GTX 480 do que da GTX 470. Foi lançada uma edição Eyefinity 6 da Radeon HD 5870 om 2 GiB Memória GDDR5, suportando seis monitores simultâneos, todos para serem conectados a uma das saídas mini DisplayPort e todas suportam esta conexão nativamente para não requerer hardware adicional. A Radeon HD 5870 possui 1.600 processadores shader utilizáveis, enquanto a Radeon HD 5850 possui 1.440 núcleos de fluxo utilizáveis, já que 160 dos 1.600 núcleos totais são desabilitados durante o product binning que detecta áreas potencialmente defeituosas do chip. Uma Radeon HD 5830 foi lançada em 25 de fevereiro de 2010. A Radeon HD 5830 tem 1.120 núcleos de fluxo utilizáveis e um clock de núcleo padrão de 800 MHz.

### Radeon HD 5700
O codinome da GPU 5700 era Juniper e era exatamente a metade de Cypress. Metade dos mecanismos shader, metade dos controladores de memória, metade dos ROPs, metade dos TMUs, metade de tudo. O 5750 tinha um mecanismo de sombreamento desabilitado (de 10), assim como 720 processadores de fluxo, enquanto o 5770 tinha todos os dez habilitados. Além disso, o 5750 funcionou a 700 MHz e uma voltagem mais baixa, enquanto o 5770 usou mais energia, mas funcionou a 850 MHz. Ambos os cartões eram normalmente encontrados com 1 GB de memória GDDR5, mas existiam variantes de 512 MB, o desempenho sofrendo um pouco.

### Radeon HD 5600

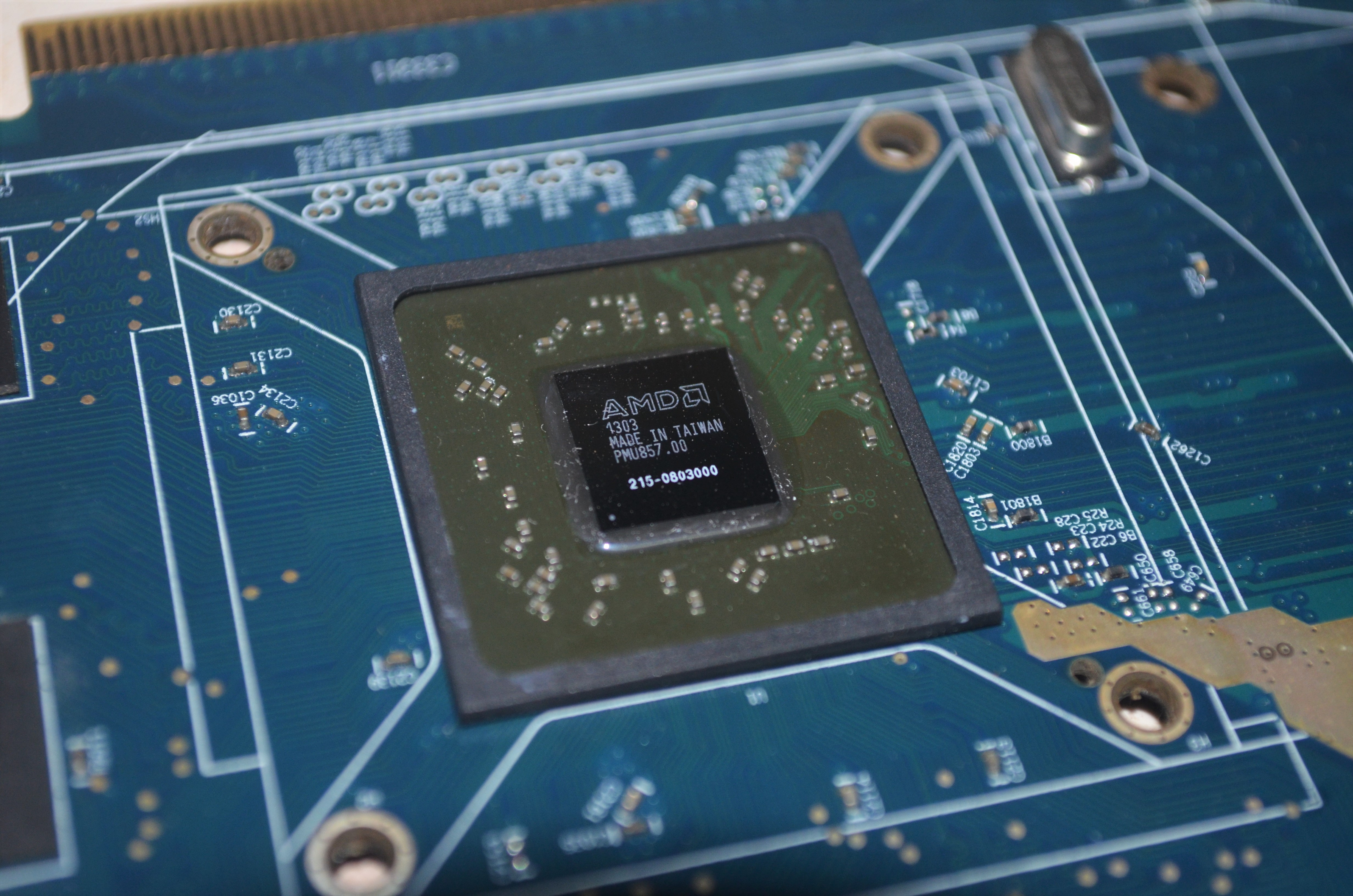
Dissipador de calor da placa HD 5670 removido

Com o codinome Redwood XT, a série 5600 tem todos os cinco mecanismos shader da Redwood ativados. Como cada um deles tem 80 unidades VLIW-5, isso deu a ele 400 processadores de fluxo. Os clocks de referência eram de 775 MHz para todos os 5600, enquanto os clocks de memória variavam entre os OEMs, assim como o uso de memória DDR3 e GDDR5, sendo esta última duas vezes mais rápida.

### Radeon HD 5500

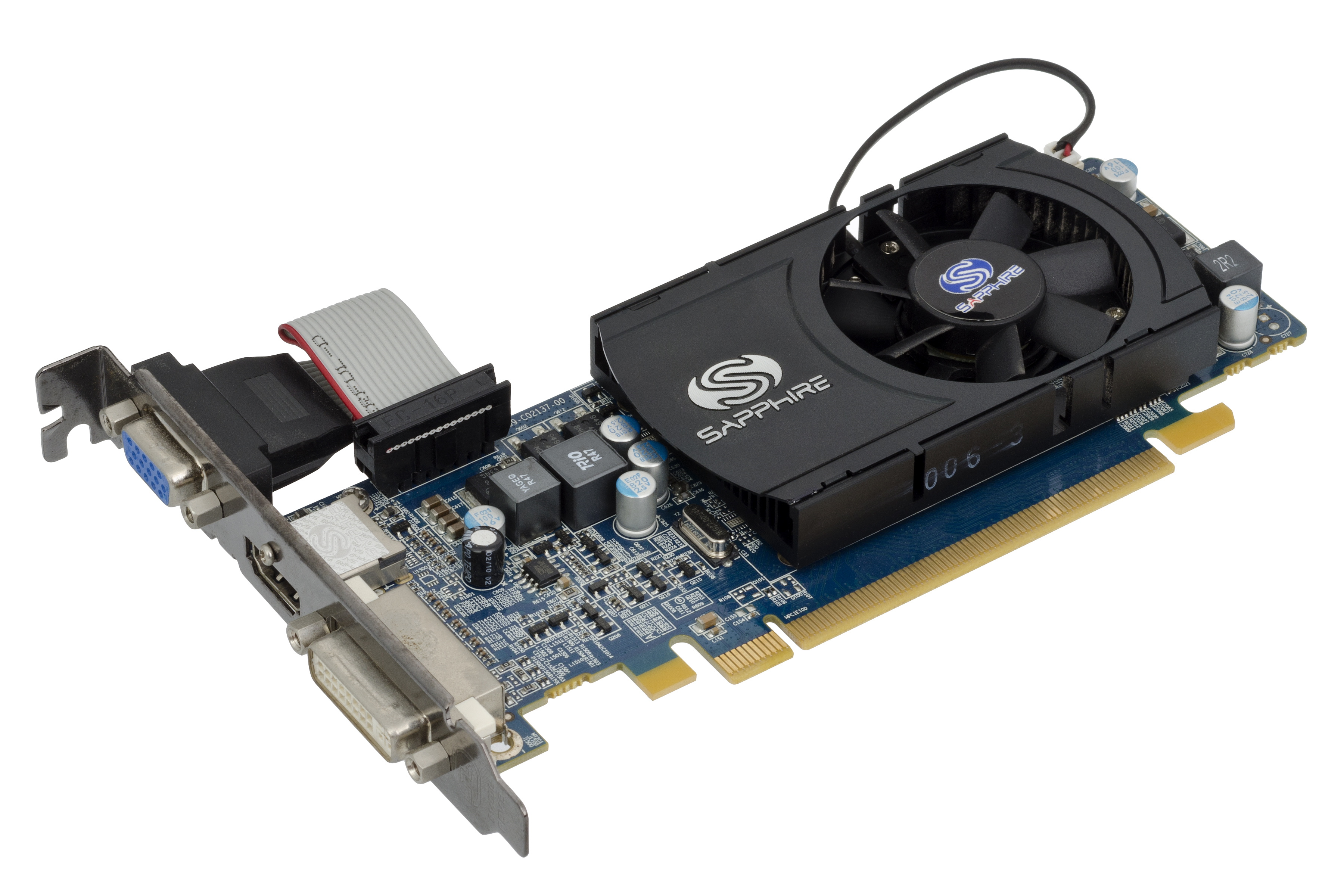
Uma placa HD 5570 de baixo perfil

A Radeon HD 5570 foi lançada em 9 de fevereiro de 2010, usando a GPU Redwood XT como visto na série 5600. No primeiro lançamento foi limitado a memória DDR3, mas depois, a ATI adicionou suporte para memória GDDR5. Mais uma variante, com apenas 320 núcleos de fluxo, está disponível e Radeon HD 5550 foi sugerido como o nome do produto. 5570s e 5550s estavam disponíveis com memória GDDR5, GDDR3 e DDR2. A variante 5550 desativou um mecanismo de sombreamento, portanto, tinha apenas 320 processadores de fluxo (4 mecanismos, 80 unidades VLIW-5 cada).
Todos os designs de placa de referência da série Radeon HD 5500 têm meia altura, tornando-os adequados para um chassi de fator de forma de baixo perfil.

### Radeon HD 5400

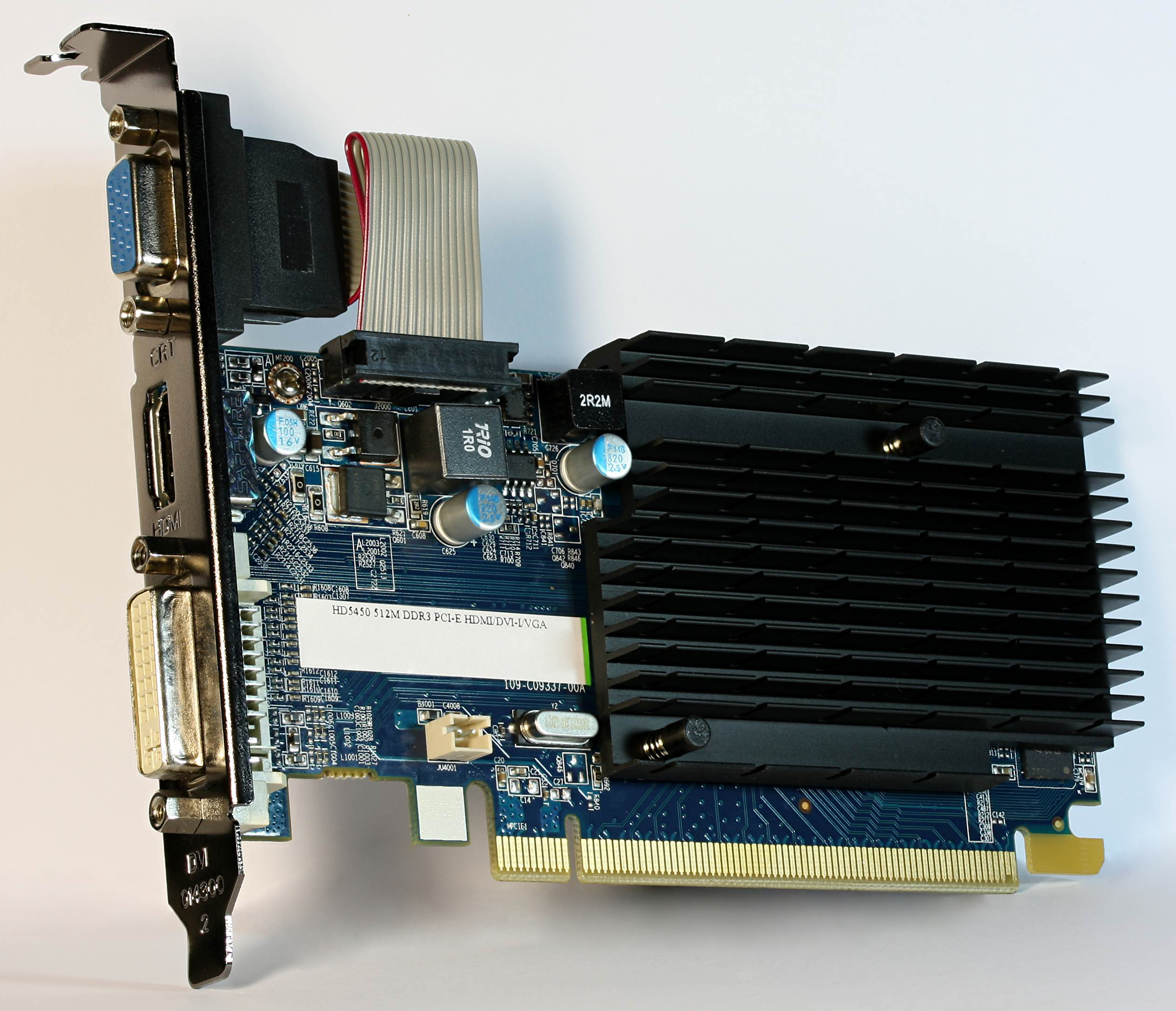
Uma Radeon HD 5450 da Sapphire Technology

Com o codinome Cedar, a série Radeon HD 5400 foi anunciada em 4 de fevereiro de 2010, começando com o HD 5450. O Radeon HD 5450 tem 80 núcleos de fluxo, um clock de 650 MHz e memória DDR2 ou DDR3 de 800 MHz. A série 5400 foi projetada para assumir um tamanho de cartão de baixo perfil.

## Drivers de dispositivos gráficos

### Driver de dispositivo gráfico proprietário da AMD "Catalyst"
O AMD Catalyst está sendo desenvolvido para Microsoft Windows e Linux. A partir de julho de 2014, outros sistemas operacionais não são oficialmente suportados. Isso pode ser diferente para a marca AMD FirePro, que é baseada em hardware idêntico, mas apresenta drivers de dispositivos gráficos certificados pela OpenGL.
O AMD Catalyst suporta, é claro, todos os recursos anunciados para a marca Radeon.

### Driver de dispositivo gráfico gratuito e de código aberto "Radeon"
Os drivers gratuitos e de código aberto são desenvolvidos principalmente no Linux e para Linux, mas também foram portados para outros sistemas operacionais. No HD5000, o driver usa as seis partes a seguir:
1. Componente do kernel do Linux DRM
2. Driver KMS do componente do kernel do Linux: basicamente o driver de dispositivo para o controlador de exibição de vídeo no kernel, chamado "radeon".
3. componente de espaço do usuário libDRM: basicamente um dos drivers 3D. A série HD5000 está usando o driver "r600g".
4. componente de espaço do usuário no Mesa 3D;
5. um driver de dispositivo gráfico 2D especial e distinto para o X.Org Server; com esta carta, EXA é usado em vez de Glamor

O driver gráfico "Radeon" gratuito e de código aberto suporta a maioria dos recursos implementados na linha de GPUs Radeon.
Os drivers de dispositivos gráficos "Radeon" gratuitos e de código aberto não são de engenharia reversa, mas baseados na documentação lançada pela AMD.